# 江北廳
江北廳是清代四川省重慶府下轄的一個散廳，包括現重慶市江北區全部、渝北區的絕大多數地區（不含原屬鄰水縣的大面村、長壽縣的千盞鄉等地）、北碚區的江東部分、合川區的土場等部分地區、長壽區的杜家村等部分地區。

## 歷史沿革[1]
乾隆十九年(1754年)建廳，設理民同知，故也稱為江北理民廳，於24年(1759年) 將巴縣義、禮二里及仁里六甲劃入廳域，其行政區劃基本保持穩定。據清嘉慶《四川通志》記載：「江北廳在府北一里，東西距300里，南北距200里。東到長壽縣界200里， 西至合川界100里，南至大江邊與巴縣水面分界一里，西南至巴縣界一里，東北至順慶府鄰水縣界160里，西北至合川界170里」。這就是江北廳時期的界域。
民國2年(1913年)改江北縣。